# ۳ (پیش از میلاد)
۳ (پیش از میلاد) سومین سال قبل از تقویم میلادی است.

## درگذشتگان
‎